# Nelson Freire (documentário)
Nelson Freire é um documentário brasileiro de 2003, dirigido por João Moreira Salles, sobre o pianista Nelson Freire. Trata-se de um exemplar do cinema direto, onde o diretor registra a ação conforme ela acontece, sem planejamento prévio. Este foi o primeiro filme de Salles lançado nos cinemas.

## Sinopse
O documentário reconta a vida e obra de Nelson Freire, um dos principais pianistas brasileiros, retratada através de 31 blocos temáticos que mostram o músico e sua música. Além de documentação minuciosa, o filme registrou filmagens da rotina do músico na França, na Bélgica, na Rússia e no Brasil.

## Produção
João Moreira Salles seguiu Nelson Freire por dois anos, obtendo 70 horas de material gravado. A equipe se aproximou intimamente de Freire. Salles relata que inicialmente as filmagens eram feitas de longe, e foram se aproximando conforme a passagem do tempo. O filme possui diversas imperfeições, causadas tanto por questões técnicas, como a equipe diminuta e a opção de filmar o documentário em película, quanto para não incomodar o pianista. Outra questão é a falta de luz e a filmagem, realizada com a câmera na mão. O diretor diz que Freire não saberia se relacionar com a equipe em um ambiente artificial. Também, traz que normalmente música clássica é filmada com a câmera estagnada em um tripé, mas ele queria dar o dinamismo como o presente nos concertos de rock and roll.  Para os recitais e concertos, foram usados de 4 a 16 canais de gravação. Tanto a captação de som quanto a mixagem foram feitos em sistema digital. O único concerto onde a plateia foi filmada foi o de São Petesburgo. Isso porque normalmente a plateia se encontra no escuro, mas na cidade, o teatro era branco e iluminado.
De acordo com o diretor, Freire é o oposto de personalidades como Kennedy e Bob Dylan. Portanto, o filme trata apenas sobre o que o músico gostaria que fosse filmado. A equipe perguntou se Freire gostaria de falar sobre a perda de seus pais, mas o pianista optou pelo não, pois apesar de ter se tornado amigo da equipe, não sabia quem era o público, e tinha medo de banalizar o amor que sentia por eles.
Os 31 blocos são desconexos entre si. Apesar disso, trazem uma linha de continuidade, traçando fragmentos de sua história desde a infância até a maturidade. Duas cartas, escritas pelo pai do pianista e sua professora, Nise Obino, preveem o músico que Nelson Freire se tornaria. Também, o documentário praticamente não traz depoimentos sobre o pianista, exceto o dado por Martha Argerich.
Salles diz que a cena mais difícil de filmar foi na casa de Argerich, pianista argentina e amiga de Freire. Salles relata que Argerich tinha hábitos noturnos, e que a amizade entre os dois era tão profunda que ele se sentia como um invasor. "Não que ela não nos tenha recebido bem, recebeu sim, abriu as portas, mas era impossível não se achar um intruso. Quando os dois tocavam uma redoma se fechava sobre eles. Nós ficávamos de fora".

## Temas e análises
Salles trás que seus documentários anteriores tratavam de violência e desagregação. Nelson Freire, por outro lado, foi alguém que "encarnava valores de um humanismo essencial a todo projeto de civilização decente – a transmissão da beleza, o imperativo moral do trabalho bem feito, a recusa a toda vulgaridade e espalhafato". Outro sentimento explorado pelo diretor é o do recato. "No mundo que a gente vive, não só no Brasil mas no mundo inteiro, todo mundo expõe a sua intimidade, que é uma coisa muito preciosa. Acho que toda vez que você franqueia sua intimidade, você se embrutece. Que afeto é este que não é precioso? O que é precioso tem que ser guardado entre poucas pessoas, se é de todo mundo não é mais precioso".
Outro fator é a falta de planejamento. O documentário foi filmado sem um roteiro, sendo fruto apenas do convívio da equipe com Freire. Também, o filme pode ser visto fora de ordem. "É um documentário mais para os ouvidos, e para os olhos, do que um documentário em que numa determinada sequência você entende porque a outra existe". Salles traz que seria interessante se, quando o DVD fosse lançado, o espectador pudesse embaralhar os blocos.
O diretor também contracenou a posição de Freire com a imagética transmitida pelo presidente Jair Bolsonaro. "Um presidente que tira a máscara de um bebê e força uma criança a fazer uma arma com as mãos é uma imagem verdadeira e poderosa do país. Mas não é a única. Nelson Freire representava e representa uma outra face do Brasil, o lado capaz de nos salvar. Seu talento não está ao alcance da maioria de nós, mas a honradez, sim."
Salles diz ainda sobre a relação de Freire com o "indizível". Freire é uma pessoa que se comunica sem usar palavras. Ele traz que quando gravou a cena com Guiomar Novaes, perguntou para Freire o motivo dele gostar da pianista, e o músico tentou se expressar com frases como “foi a maior do seu tempo”, até que ele se levantou e pegou um dos discos de Novaes para ouvir. Quando estava prestes a chorar, ele cortou a emoção e perguntou se Salles havia gostado. "Ele diz muita coisa sem abrir a boca, (...) se aproxima muito de uma experiência para quem tem fé, uma experiência religiosa. (...) quem tem fé não fala da fé que tem. Silencia sua fé".

### Experiência como diretor
Salles diz que este foi o primeiro documentário onde ele pode se expressar. Ele traz que seus documentários antigos, como China, o Império do Centro e América, apenas trazem uma narração em off que guia a ação. "eu não tinha a menor ideia do que era fazer um documentário. Não tinha nenhuma reflexão crítica sobre o assunto, zero". Depois, Salles passou a fazer documentários sem seguir nenhuma lógica em particular. Criou o perfil de Jorge Amado, a série Futebol, documentários com teor de jornalístico, como Notícias de uma guerra particular, e documentários de ensaio, como O Vale e Santa Cruz. Com Nelson Freire, o diretor entendeu que não poderia gravar o documentário de forma linear, portanto o projeto seria experimental. "Quando conheci o Nelson percebi que neste caso específico poderia fazer uma coisa que sempre desejei: dar um descanso à razão". Ele traz que uma inspiração para o documentário foi o diretor Eduardo Coutinho, justamente pela não-linearidade de suas obras.
Também existia certa expectativa que Nelson seguisse os passos de seu irmão, Walter Salles, como se fosse lógico que ele parasse de criar documentários para criar um longa de ficção. Porém Nelson diz que não sente a necessidade. "Acho que não há nada que eu não queira exprimir que eu não possa exprimir pelo documentário".

### Motivação de Nelson Freire para a gravação
Salles tem duas hipóteses sobre a possível motivação de Freire para gravar o documentário. A primeira é a sua admiração por Guiomar Novaes. Apesar de ser uma grande pianista, os registros fonográficos são pobres e quase inexistentes. Existe apenas um registro audiovisual da musicista, de apenas 40 segundos. Isso o teria motivado a deixar seu legado para o futuro. A segunda, é o seu amor pela sua família e sua professora, Nise Obino. A família foi quem o incentivou a tocar piano, e sua professora o incentivou a continuar tocando após ele ter quase desistido da carreira. Portanto, o documentário seria uma homenagem a eles, uma forma de mostrar a importância deles na construção do homem que Freire foi. Portanto, de certa forma, os 31 blocos são diferentes declarações de amor de Freire para tudo o que é importante em sua vida.

### Distinção entreNelson Freirede outros documentários musicais
No Brasil há a tendência de retratar personagens da música popular brasileira. A própria existência de um longa focado em um artista de música clássica se distingue na cinematografia brasileira.
Os documentários mais tradicionais tentam retratar a história do músico de maneira linear, ilustrando os acontecimentos conforme eles são narrados. "É a partir de entrevistas com pessoas ligadas aos personagens biografados que estes filmes constroem uma biografia cronologicamente linear, cerimonial e enaltecedora. A formulação chave dessa tendência biográfica costuma dar preferência ao caráter informativo da palavra falada". Nelson Freire, por outro lado, foca nos acontecimentos do presente, com fragmentos do passado aparecendo de forma não-linear. Com isso, explora-se a relação de Freire com a música. Outro fator é a musicalidade. Em documentários convencionais, a música é importante, mas normalmente é mostrada dentro de uma narrativa, ou em registros de perfórmances. Mas em Nelson Freire, a música possui um papel central. Salles também fez questão de gravar todos os ensaios em que esteve presente, durante os dois anos de gravação. Também fez o registro da escuta musical, mostrando o impacto que a melodia fazia em Nelson e nos espectadores.

### Cena da entrevista do diretor francês com Nelson
Esta é uma das cenas que mais gera interpretações, com uma sendo que ela mostra como o documentário seria, caso fosse filmado de maneira tradicional. A jornalista Maria do Rosário Caetano interpreta como sendo uma crítica da dificuldade de ser brasileiro, já que o diretor pede especificamente para que Nelson fale com sotaque, apesar do músico falar francês perfeitamente. O valor de Nelson estaria apenas na excentricidade de seu país de origem. Salles diz que a cena foi puramente acidental e que o filme é de discurso aberto e interpretativo, mas em sua concepção, representa o ridículo pelo qual Nelson passou, e explica o porquê o musicista não gosta de ser entrevistado.

## Exibições
No Brasil, o filme foi exibido pela primeira vez na 8ª edição do festival de cinema É Tudo Verdade. Ficou em cartaz por 17 semanas, conquistando uma audiência de 60.793 espectadores, número elevado para um documentário sobre música clássica. O lançamento oficial do DVD foi em 2004. Voltou aos cinemas em 2021, devido à morte do pianista em 1 de novembro, aos 77 anos. A obra ficou disponível no GloboPlay, com exibição no Curta!.

## Prêmios
- Melhor Documentário no Festival del Nuevo Cine Latinoamericano em 2003
- Melhor Documentário no APCA - Associação de Críticos de Arte de São Paulo em 2004
- Melhor Documentário no Grande Prêmio Brasil de Cinema em 2004
- Melhor Som no Grande Prêmio Brasil de Cinema em 2004
- Melhor Fotografia em Documentário no ABC - Academia Brasileira de Cinematografia em 2004[4]